# Chaetodus villosicollis
Chaetodus villosicollis är en skalbaggsart som beskrevs av Benderitter 1923. Chaetodus villosicollis ingår i släktet Chaetodus och familjen Hybosoridae. Inga underarter finns listade i Catalogue of Life.